# Konrad Burdach

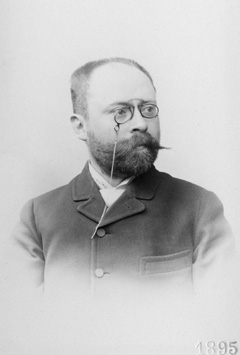
Fotografie von Konrad Burdach (1895).

Carl Ernst Konrad Burdach (* 29. Mai 1859 in Königsberg (Ostpreußen); † 18. September 1936 in Berlin) war ein deutscher Germanist und Literaturwissenschaftler.

## Leben und Wirken
Konrad Burdach, der Sohn eines preußischen Landgerichtsrates, wurde zunächst von seiner Mutter unterrichtet. Nach ihrem Tod erhielt er Privatunterricht und ging ans Gymnasium. 1876 legte er am Königsberger Friedrichscollegium die Reifeprüfung ab und studierte anschließend Klassische Philologie, Philosophie und Psychologie an den Universitäten zu Königsberg, Leipzig und Bonn.
Seine Dissertation „Beiträge zur Kritik und Erklärung der Gedichte Reinmars des Alten“ (Leipzig 1880, erweitert unter dem Titel „Reinmar der Alte und Walter von der Vogelweide“, Leipzig 1880) markiert eine Wende in der deutschen Minnesangforschung, so Günther Jungbluth in der Neuen Deutschen Biographie. Er erweiterte die bisherige chronologisch-biografische Herangehensweise um eine stil- und geistesgeschichtliche. In den folgenden Jahren vertiefte er seine Kenntnisse an der Berliner Universität und beschäftigte sich vorrangig mit Johann Wolfgang von Goethe. 1887 wurde er zum außerordentlichen Professor für deutsche Sprache und Literatur ernannt, 1894 zum ordentlichen Professor. Von 1897 bis 1899 unternahm er Studienreisen nach Böhmen, Mähren, Schlesien, Österreich, Italien, Schweden und Paris. 1902 erhielt er die Leitung der neugeschaffenen Forschungsstelle der Preußischen Akademie der Wissenschaften für deutsche Sprachwissenschaft, die sich zunächst mit Forschungen zur neuhochdeutschen Schriftsprache beschäftigte.
Ab 1893 schuf er das siebenbändige Sammelwerk „Vom Mittelalter zur Reformation“, in dem er die Ergebnisse seiner ausgedehnten Forschungsreisen niederlegte; so auch zum Prosadialog „Der Ackermann aus Böhmen“. Noch bis ins hohe Alter blieb Burdach aktiv und veröffentlichte einige Monografien, darunter eine über Walter von der Vogelweide (1900), eine „Studie über Goethes West-östlichen Diwan“ (1905) und „Reformation, Renaissance, Humanismus“ (1918, 2. Auflage 1926). Seine Forschungen über den heiligen Gral wurden erst postum veröffentlicht („Der Gral. Forschungen über seinen Ursprung und seinen Zusammenhang mit der Longinuslegende“, 1938, Neudruck 1974).
Konrad Burdach starb 1936 im Alter von 77 Jahren in Berlin und wurde auf dem Waldfriedhof Dahlem beigesetzt. Das Grab ist nicht erhalten.

## Nachlass
Konrad Burdachs reichhaltige Nachlass-Bibliothek wurde 1938, zusammen mit der von Otto Bremer, von der University of California, Berkeley erworben.

## Schriften (Auswahl)
Zusammenstellung der Schriften von Konrad Burdach bis 1930 in: Paul Piur (Hrsg.): Burdach-Bibliographie 1880–1930. Zum fünfzigjährigen Doktorjubiläum am 24. November 1930, Berlin: Weidmann 1930.
- Die pfälzischen Wittelsbacher und die altdeutschen Handschriften der Palatina. In: Zentralblatt für Bibliothekswesen, Jg. 5, 1888, S. 111–132 (online).
- Vom Mittelalter zur Reformation. Forschungen zur Geschichte der deutschen Bildung; [Ankündigung der 2. Aufl.]. Winiker & Schickardt, Brünn 1898.
- Walther von der Vogelweide. Philologische und historische Forschungen. Leipzig 1900.
- Schiller-Rede. Gehalten bei der Gedaechtnisfeier in der Philharmonie zu Berlin am 8. Mai 1905. Weidmann, Berlin 1905.
- Deutsche Renaissance. Betrachtungen über unsere künftige Bildung (= Deutsche Abende im Zentralinstitut für Erziehung und Unterricht. 4). Mittler, Berlin 1916.
- Hrsg. zusammen mit Alois Bernt: Der Ackermann aus Böhmen. Einleitung, kritischer Text, vollständiger Lesartenapparat, Glossar, Kommentar (= Vom Mittelalter zur Reformation. Forschungen zur Geschichte der deutschen Bildung). Weidmann, Berlin 1917.
- Über den Ursprung des mittelalterlichen Minnesangs, Liebesromans und Frauendienstes. Gesamtsitzung vom 14. November und Sitzung der philosophisch-historischen Klasse vom 21. November. Berlin 1918.
- Reformation, Renaissance, Humanismus. Zwei Abhandlungen über die Grundlage moderner Bildung und Sprachkunst. Paetel, Berlin 1918.
- Die Entdeckung des Minnesangs und die deutsche Sprache. Reimer, [Berlin] 1918.
- Die Nationale Aneignung der Bibel und die Anfaenge der germanischen Philologie. Niemeyer, Halle (Saale) 1924.
- Reformation und Renaissance (= Vorspiel. Gesammelte Schriften zur Geschichte des deutschen Geistes). Niemeyer, Halle/Saale 1925.
- Mittelalter (= Vorspiel. Gesammelte Schriften zur Geschichte des deutschen Geistes). Niemeyer, Halle, Saale 1925.
- Goethe und sein Zeitalter. Anhang: Kunst und Wissenschaft der Gegenwart (= Vorspiel. Gesammelte Schriften zur Geschichte des deutschen Geistes). Niemeyer, Halle, Saale 1926.
- Schlesisch-böhmische Briefmuster aus der Wende des vierzehnten Jahrhunderts (= Vom Mittelalter zur Reformation. Forschungen zur Geschichte der deutschen Bildung). Weidmannsche Buchhandl., Berlin 1926.
- Der Dichter des Ackermann aus Böhmen und seine Zeit. – 1. (= Der Dichter des Ackermann aus Böhmen und seine Zeit). Weidmann, Berlin 1926.
- Hrsg. Rienzo und die geistige Wandlung seiner Zeit (= Briefwechsel des Cola di Rienzo). Weidmann, Berlin 1928.
- Hrsg. zusammen mit Richard Kienast: Aus Petrarcas ältestem deutschen Schülerkreise. Texte und Untersuchungen (= Vom Mittelalter zur Reformation. Forschungen zur Geschichte der deutschen Bildung). Weidmann, Berlin 1929.
- Über die Persönlichkeit des Ackermanndichters. In: Sudetendeutsches Jahrbuch, 1931, S. 29–42.
- Walther von der Vogelweide und der vierte Kreuzzug. In: Historische Zeitschrift, Bd. 143, 1931, S. 19–45.
- Das religiöse Problem in Goethes Faust. In: Euphorion, Bd. 33, 1931, S. 1–83.
- Erinnerungen an Otto Hartwig und die Jugendjahre des Zentralblatts für Bibliothekswesen. In: Zentralblatt für Bibliothekswesen, Jg. 50, 1933, S. 21–27.
- Hrsg. zusammen mit Paul Piur: Petrarcas Briefwechsel mit deutschen Zeitgenossen (= Vom Mittelalter zur Reformation. Forschungen zur Geschichte der deutschen Bildung). Weidmann, Berlin 1933.
- Die humanistischen Wirkungen der Trostschrift des Boethius im Mittelalter und in der Renaissance. In: Deutsche Vierteljahrsschrift für Literaturwissenschaft und Geistesgeschichte, Jg. 11, 1933, S. 530–558.
- Die seelischen und geistigen Quellen der Renaissancebewegung. In: Historische Zeitschrift, Bd. 149, 1933, S. 477–521.
- Die Wissenschaft von deutscher Sprache. Ihr Werden, ihr Weg, ihre Führer. De Gruyter, Berlin 1934.
- Der Gral. Stuttgart 1938; Neudruck Darmstadt 1974.